# Dendropsophus robertmertensi
Dendropsophus robertmertensi é uma espécie de anfíbio da família Hylidae.
Pode ser encontrada nos seguintes países: El Salvador, Guatemala e México.
Os seus habitats naturais são: florestas secas tropicais ou subtropicais , marismas de água doce, marismas intermitentes de água doce, pastagens, jardins rurais e florestas secundárias altamente degradadas.